# Il re stupito
Il re stupito (El rey pasmado) è un film del 1991 diretto da Imanol Uribe.